# Harshavarman Ier
Harṣavarman Ier (Rudraloka) est un roi qui a régné sur l'Empire khmer, de 912 à 923 apr. J.-C.

## Origine
Fils d'Yasovarman Ier et frère ainé d'Isanavarman II.

## Règne
On ne sait que peu de choses de ce souverain. L'inscription de Baksei Chamkrong (qu'il fit élever en l'honneur de ses père et mère) le dépeint comme « agile en escrime, brillant de gloire, rigide dans la méditation, empressé au service des autres, grave dans son héroïsme ».